# Lipossina
Le lipossine sono molecole di natura lipidica derivanti dall'acido arachidonico con importanti funzioni biologiche.

## Formazione
Le lipossine derivano dall'acido arachidonico attraverso una particolare via di sintesi transcellulare, ovvero che coinvolge due diversi tipi di cellule: neutrofili e piastrine.
Lo stimolo pro-infiammatorio, infatti, provoca nei neutrofili l'azione della FLA2 e quindi dell'enzima 5-lipossigenasi per avere infine il leucotriene LTA4; questo passa dunque nelle piastrine, dove con lo stimolo della trombina agisce la 12-lipossigenasi ottenendo così le lipossine.

## Azione
L'azione delle lipossine si svolge su due fronti principalmente: da una parte agiscono come vasodilatatori, dall'altra come inibitori della chemotassi dei neutrofili.